# Muwahhidun
Muwahhidun (singular: Muwahhid) är de som inom islam hävdar den gudomliga enheten ( tawhid), det vill säga monoteister eller unitarianer. Termen används som beteckning för några religiösa grupper, till exempel wahhabiterna i Saudiarabien och druserna i Mellanöstern.
Muwahhidun är även beteckning för almohaderna som är en muslimsk sekt och dynasti från nordvästra Afrika och Spanien.